# Tenge Kazakhstan
Tenge (tiếng Kazakh: теңге, teñge) là tiền tệ của Kazakhstan. Một tenge được chia ra thành 100 tïın (тиын, tiyin, tijin). Mã ISO 4217 là KZT. 

## Lịch sử
Sau khi Liên Xô tan rã, 15 quốc gia Liên Xô cũ vẫn muốn duy trì một hệ thống tiền tệ chung như trước đây để duy trì mối quan hệ giữa các quốc gia này. Tuy nhiên việc duy trì hệ thống như vậy đòi hỏi sự đồng thuận của các quốc gia này về mục tiêu tài khóa, ngân sách, một tổ chức chung để giám sát, và các nguyên tắc chung về hệ thống ngân hàng và trao đổi ngoại tệ. Điều này không thể thực hiện trong điều kiện kinh tế và chính trị thời bấy giờ.
Ngày 12 tháng 11 năm 1993, Tổng thống Kazakhstan ra sắc lệnh về việc ra mắt đồng tiền của nước Cộng hòa Kazakhstan. Tiền tenge được lưu hành ngày 15 tháng 11 năm 1993 để thay thế rúp Liên Xô với tỉ giá 1 tenge = 500 rúp. Năm 1995, xưởng in tiền tenge được thành lập ở Kazakhstan.

## Biểu tượng

Biểu tượng tenge Kazakhstan.

Biểu tượng Tenge: ₸ được bắt đầu sử dụng ngày 20 tháng 3 năm 2007. Biểu tượng này là kết quả của cuộc thi thiết kế biểu tượng cho tiền Tenge được tổ chức bởi Ngân hàng quốc gia Kazakhstan. Mã Unicode của Tenge là U+20B8.

## Tiền xu

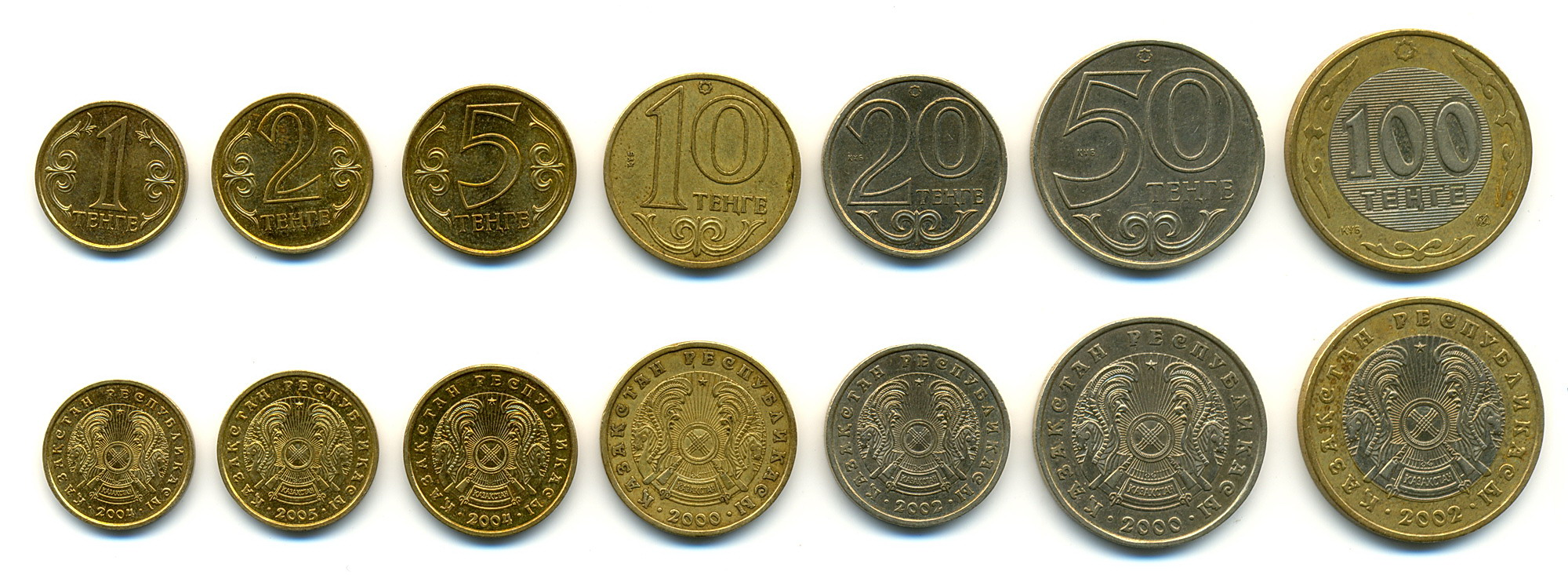
1, 2, 5, 10, 20, 50 và 100 tenge

Tiền xu mới được ra mắt năm 1998. Năm 2002, đồng xu 100 tenge được ra mắt để thay thế tiền giấy có mệnh giá tương đương. Đồng xu mệnh giá 2 tenge được ra đời cuối năm 2005. Tiền xu được lưu hành hiện tại có các mệnh giá: 1 tenge, 2 tenge, 5 tenge, 10 tenge, 20 tenge, 50 tenge, và 100 tenge.

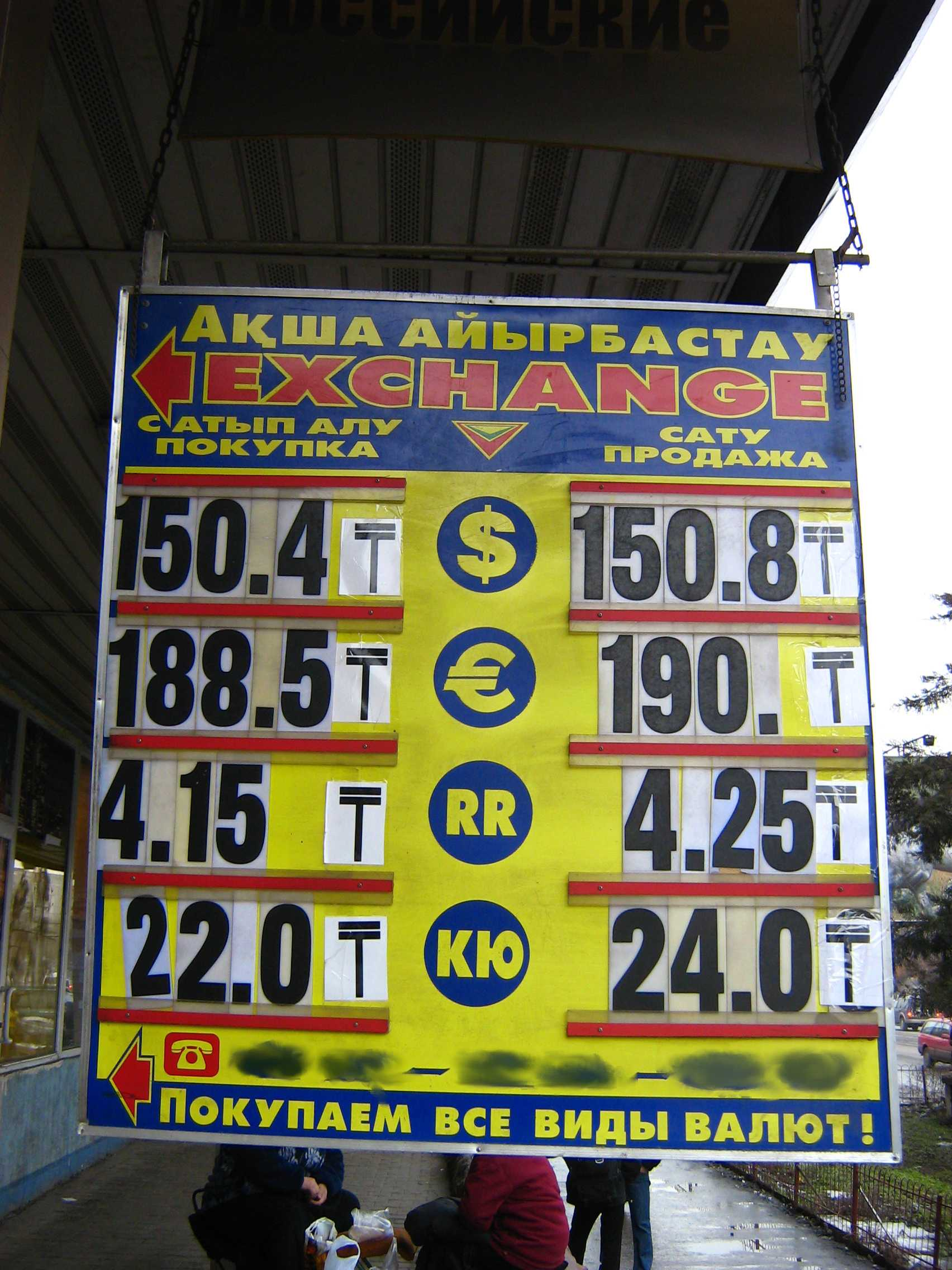
Biểu tượng Tenge dùng tại bảng thông báo tỉ giá hoái đoái tại Almaty

| Tiền xu tenge (1997–hiện tại) | Tiền xu tenge (1997–hiện tại) | Tiền xu tenge (1997–hiện tại) | Tiền xu tenge (1997–hiện tại) | Tiền xu tenge (1997–hiện tại) | Tiền xu tenge (1997–hiện tại) | Tiền xu tenge (1997–hiện tại) | Tiền xu tenge (1997–hiện tại) | Tiền xu tenge (1997–hiện tại) | Tiền xu tenge (1997–hiện tại) |
| Hình ảnh                      | Mệnh giá                      | Thông số kỹ thuật             | Thông số kỹ thuật             | Mô tả                         | Mô tả                         | Ngày tháng                    | Ngày tháng                    | Ngày tháng                    | Ngày tháng                    |
| Hình ảnh                      | Mệnh giá                      | Đường kính                    | Khối lượng                    | Mặt trước                     | Mặt sau                       | đúc                           | lưu hành                      | thu hồi                       | lưu hành                      |
| ----------------------------- | ----------------------------- | ----------------------------- | ----------------------------- | ----------------------------- | ----------------------------- | ----------------------------- | ----------------------------- | ----------------------------- | ----------------------------- |
|                               | 1 tenge                       | 15 mm                         | 1,63g                         | mệnh giá                      | năm, biểu trưng Kazakhstan    | 1997~hiện tại                 | 11 tháng 11 năm 1998          | hiện hành                     | hiện hành                     |
|                               | 2 tenge                       | 16 mm                         | 1,84 g                        | mệnh giá                      | năm, biểu trưng Kazakhstan    | 1997~hiện tại                 | 11 tháng 11 năm 1998          | hiện hành                     | hiện hành                     |
|                               | 5 tenge                       | 17,27 mm                      | 2,18 g                        | mệnh giá                      | năm, biểu trưng Kazakhstan    | 1997~hiện tại                 | 11 tháng 11 năm 1998          | hiện hành                     | hiện hành                     |
|                               | 10 tenge                      | 19,56 mm                      | 2,81 g                        | mệnh giá                      | năm, biểu trưng Kazakhstan    | 1997~hiện tại                 | 11 tháng 11 năm 1998          | hiện hành                     | hiện hành                     |
|                               | 20 tenge                      | 18,27 mm                      | 2,9 g                         | mệnh giá                      | năm, biểu trưng Kazakhstan    | 1997~hiện tại                 | 11 tháng 11 năm 1998          | hiện hành                     | hiện hành                     |
|                               | 50 tenge                      | 23 mm                         | 4,7 g                         | mệnh giá                      | năm, biểu trưng Kazakhstan    | 1997~hiện tại                 | 11 tháng 11 năm 1998          | hiện hành                     | hiện hành                     |
|                               | 100 tenge                     | 24,5 mm                       | 6,65 g                        | mệnh giá                      | năm, biểu trưng Kazakhstan    | 2002~hiện tại                 | 1 tháng 7 năm 2002            | hiện hành                     | hiện hành                     |

## Tiền giấy

### 1993
| 1993      | 1993    | 1993         | 1993      | 1993      |
| Hình      | Hình    | Giá trị      | Thời gian | Thời gian |
| Mặt trước | Mặt sau | Giá trị      | Phát hành | Bãi bỏ    |
| --------- | ------- | ------------ | --------- | --------- |
|           |         | 1 tiyn       | 1993      | 2001      |
|           |         | 2 tiyn       | 1993      | 2001      |
|           |         | 5 tiyn       | 1993      | 2001      |
|           |         | 10 tiyn      | 1993      | 2001      |
|           |         | 20 tiyn      | 1993      | 2001      |
|           |         | 50 tiyn      | 1993      | 2001      |
|           |         | 1 tenge      | 1993      | 2012-2018 |
|           |         | 3 tenge      | 1993      | 2012-2018 |
|           |         | 5 tenge      | 1993      | 2012-2018 |
|           |         | 10 tenge     | 1993      | 2012-2018 |
|           |         | 20 tenge     | 1993      | 2012-2018 |
|           |         | 50 tenge     | 1993      | 2012-2018 |
|           |         | 100 tenge    | 1993      | 2012-2018 |
|           |         | 200 tenge    | 1994      | 2012-2018 |
|           |         | 500 tenge    | 1994      | 2012-2018 |
|           |         | 1,000 tenge  | 1994      | 2012-2018 |
|           |         | 2,000 tenge  | 1996      | 2012-2018 |
|           |         | 5,000 tenge  | 1998      | 2012-2018 |
|           |         | 10,000 tenge | 2003      | 2012-2018 |

### 2006
| 2006    | 2006    | 2006         | 2006                |
| Image   | Image   | Value        | Thời gian phát hành |
| Obverse | Reverse | Value        | Thời gian phát hành |
| ------- | ------- | ------------ | ------------------- |
|         |         | 200 tenge    | 2006-2016           |
|         |         | 500 tenge    | 2006-2016           |
|         |         | 1,000 tenge  | 2006-2016           |
|         |         | 2,000 tenge  | 2006-2016           |
|         |         | 5,000 tenge  | 2006-2016           |
|         |         | 10,000 tenge | 2006-2016           |

### 2011-2014
Ngân hàng quốc gia Kazakhstan phát hành tiền giấy năm 2011, 2012, 2013 và 2014 với mệnh giá 1.000, 2.000, 5.000, và 10.000 tenge. Ngày 1 tháng 12 năm 2015, tiền giấy mệnh giá 20.000 tenge được lưu hành

## Tỉ giá hối đoái và lạm phát
|            | USD    | EUR    | RUB  |
| ---------- | ------ | ------ | ---- |
| 1999       | 119.52 | 130.00 | 4.82 |
| 2000       | 142.13 | 134.40 | 5.05 |
| 2001       | 146.74 | 132.40 | 5.04 |
| 2002       | 153.28 | 144.68 | 4.89 |
| 2003       | n/a    | 168.79 | 4.87 |
| 2004       | 136.04 | 169.04 | 4.72 |
| 2005       | 132.88 | 165.42 | 4.70 |
| 2006       | 126.09 | 158.27 | 4.64 |
| 2007       | 122.55 | 167.75 | 4.79 |
| 2008       | 120.30 | 177.04 | 4.86 |
| 2009       | 147.50 | 205.67 | 4.66 |
| 2010       | 147.35 | 195.67 | 4.85 |
| 2011       | 146.62 | 204.11 | 5.00 |
| 2012 (Jan) | 148.38 | 191.27 | 4.73 |
| 2014-4-14  | 182.02 | 252.72 | 5.11 |

|      | Tỉ lệ lạm phát hàng năm, % |
| ---- | -------------------------- |
| 1994 | 1160.262                   |
| 1995 | 60.388                     |
| 1996 | 28.763                     |
| 1997 | 11.321                     |
| 1998 | 1.880                      |
| 1999 | 18.095                     |
| 2000 | 10.001                     |
| 2001 | 6.582                      |
| 2002 | 6.686                      |
| 2003 | 7.001                      |
| 2004 | 7.011                      |
| 2005 | 7.868                      |
| 2006 | 8.400                      |
| 2007 | 18.772                     |
| 2008 | 9.484                      |
| 2009 | 6.377                      |
| 2010 | 7.969                      |
| 2011 | 7.429                      |
| 2012 | 6.0                        |